# Гурьев, Александр Данилович
Александр Данилович Гурьев (род.27 сентября 2001 года, Якутия, Россия) — российский борец классического стиля представляющий Республику Беларусь якутского происхождения. Чемпион Республики Беларусь. Мастер спорта Республики Беларусь.

## Биография
Родился Александр в селе Бетюнг, что в Амгинском улусе Республики Саха-Якутия. Первым тренером Александра являлся Кирилл Павлов. В 2015 году поступил в училище олимпийского резерва города Якутск. С 2021 года представляет Республики Беларусь на международной арене и Гродненскую область на республиканских турнирах.

## Спортивная карьера
Александр победитель Дальневосточного федерального округа 2018 года и множеств всероссийских турниров среди юношей (до 17 лет).  В феврале 2022 года стал победителем первенства Республики Беларусь среди борцов до 23 лет в весе до 55 кг. В мае 2022 года в Витебске Гурьев стал победителем мастерского турнира памяти героя СССР Льва Доватора и выполнил норматив мастера спорта по греко-римской борьбе. В конце октябре 2022 года стал победителем универсиады Республики Беларусь . В январе 2023 года стал победителем взрослого чемпионата Республики Беларусь в весовой категории до 55 кг. В августе во второй раз выиграл чемпионат Белоруссии.

## Спортивные достижения
- 2023, 2024, 2025 Чемпионат Белоруссии — ;
- 2022 Первенство Белоруссии до 23 лет — ;

## Личная информация
Гурьев является студентом Северо-Восточного федерального университета имени М. К. Аммосова.